# Đinh lăng đĩa
Đinh lăng đĩa, danh pháp khoa học Polyscias scutellaria là một loài thực vật có hoa trong Họ Cuồng cuồng. Dạng thân bụi nhiệt đới cao 2-6m, phổ biến thường thấy ở các quần đảo Tây Nam Thái Bình Dương (bao gồm cả Đông Nam Á). Loài này được (Burm.f.) Fosberg miêu tả khoa học đầu tiên năm 1948.